# أصل التضاعف

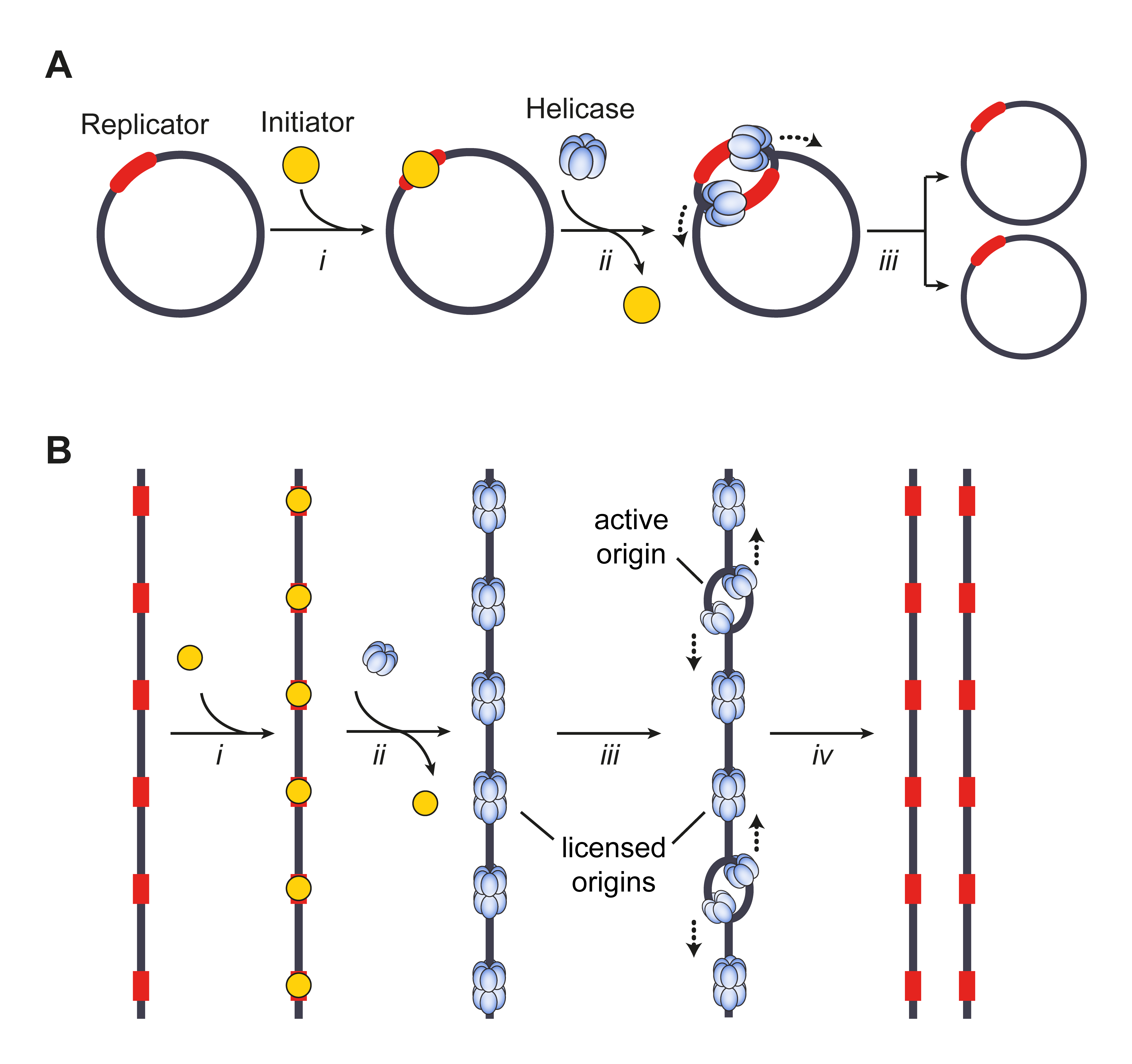

منشأ التضاعف أو أصل التضاعف هو تسلسل محدد في الجينوم يبدأ عنده التضاعف. وهذا قد يشمل إما تضاعف الدي أن إيه في الكائنات الحية كبدائيات النوى وحقيقيات النوى أو في فيروسات الدي أن إيه وفيروسات الآر أن إيه كما في فيروس الآر أن إيه ثنائي السلسلة. وقد يبدأ التضاعف من نقطة منشأ التضاعف بشكل أحادي الاتجاه أو ثنائي الاتجاه.

## روابط خارجية
- Ori-Finder, an online software for prediction of bacterial and archaeal oriCs
- Replication+Origin في المكتبة الوطنية الأمريكية للطب نظام فهرسة المواضيع الطبية (MeSH).